# White of the Eye
White of the Eye è il terzo album da solista del batterista dei Pink Floyd Nick Mason, il secondo in collaborazione con il chitarrista Rick Fenn.

## Il disco
Si tratta della colonna sonora del film L'occhio del terrore (White of the Eye). I brani presenti nel disco sono strumentali.

## Tracce
1. Goldwaters - 2:51
2. Remember Mike - 1:20
3. Where Are You Joany? - 2:12
4. Dry Junk - 3:20
5. Present - 2:28
6. The Thrift Store - 3:26
7. Prelude and Ritual - 4:37
8. Globe - 2:38
9. Discovery & Recoil - 3:25
10. Anne Mason - 4:05
11. Mendoza - 2:40
12. A World of Appearances - 3:21
13. Sacrifice Dance - 3:01
14. White of the Eye - 3:35